# Spilogona semicinerea
Spilogona semicinerea este o specie de muște din genul Spilogona, familia Muscidae. A fost descrisă pentru prima dată de Stein în anul 1911. Conform Catalogue of Life specia Spilogona semicinerea nu are subspecii cunoscute.